# Нью-Дейл (Айдахо)
Нью-Дейл (англ. Newdale) — місто в окрузі Фремонт, штат Айдахо, США. Згідно з переписом 2010 року населення становило 323 особи, що на 35 осіб менше, ніж 2000 року.

## Географія
Нью-Дейл розташований за координатами 43°53′11″ пн. ш. 111°36′16″ зх. д. / 43.88639° пн. ш. 111.60444° зх. д. (43.886474, -111.604533).  За даними Бюро перепису населення США в 2010 році місто мало площу 0,53 км², уся площа — суходіл. В 2017 році площа становила 0,48 км², уся площа — суходіл.

## Демографія

### Перепис 2010 року
За даними перепису 2010 року, у місті проживало 323 осіб у 104 домогосподарствах у складі 90 родин. Густота населення становила 593,9 ос./км². Було 112 помешкань, середня густота яких становила 205,9/км². Расовий склад міста: 90,7 % білих, 7,4 % інших рас, а також 1,9 % людей, які зараховують себе до двох або більше рас. Іспанці та латиноамериканці незалежно від раси становили 12,7 % населення.
Із 104 домогосподарств 41,3 % мали дітей віком до 18 років, які жили з батьками; 78,8 % були подружжями, які жили разом; 3,8 % мали господиню без чоловіка; 3,8 % мали господаря без дружини і 13,5 % не були родинами. 11,5 % домогосподарств складалися з однієї особи, у тому числі 4,8 % віком 65 і більше років. У середньому на домогосподарство припадало 3,11 мешканця, а середній розмір родини становив 3,38 особи.
Середній вік жителів міста становив 33,8 року. Із них 31,3 % були віком до 18 років; 8,6 % — від 18 до 24; 20,5 % від 25 до 44; 24,5 % від 45 до 64 і 15,2 % — 65 років або старші. Статевий склад населення: 49,8 % — чоловіки і 50,2 % — жінки.
Середній дохід на одне домашнє господарство  становив 49 389 доларів США (медіана — 46 442), а середній дохід на одну сім'ю — 53 132 долари (медіана — 50 357). Медіана доходів становила 38 750 доларів для чоловіків та 25 893 долари для жінок. За межею бідності перебувало 10,3 % осіб, у тому числі 16,5 % дітей у віці до 18 років та 0,0 % осіб у віці 65 років та старших.
Цивільне працевлаштоване населення становило 146 осіб. Основні галузі зайнятості: освіта, охорона здоров'я та соціальна допомога — 30,1 %, транспорт — 13,0 %, виробництво — 12,3 %.

### Перепис 2000 року
За даними перепису 2000 року, у місті проживало 358 осіб у 98 домогосподарствах у складі 83 родин. Густота населення становила 552,9 ос./км². Було 110 помешкань, середня густота яких становила 169,9/км². Расовий склад міста: 85,75 % білих, 0,28 % афроамериканців, 13,69 % інших рас і 0,28 % людей, які зараховують себе до двох або більше рас. Іспанці та латиноамериканці незалежно від раси становили 15,92 % населення.
Із 98 домогосподарств 53,1 % мали дітей віком до 18 років, які жили з батьками; 76,5 % були подружжями, які жили разом; 6,1 % мали господиню без чоловіка, і 14,3 % не були родинами. 12,2 % домогосподарств складалися з однієї особи, у тому числі 7,1 % віком 65 і більше років. У середньому на домогосподарство припадало 3,65 мешканця, а середній розмір родини становив 4,00 особи.
Віковий склад населення: 41,6 % віком до 18 років, 7,0 % від 18 до 24, 25,4 % від 25 до 44, 16,2 % від 45 до 64 і 9,8 % від 65 років і старші. Середній вік жителів — 26 років. Статевий склад населення: 51,7 % — чоловіки і 48,3 % — жінки.
Середній дохід домогосподарств у місті становив $40 938, родин — $41 500. Середній дохід чоловіків становив $35 455 проти $17 500 у жінок. Дохід на душу населення в місті був $12 532. Приблизно 11,5 % родин і 14,4 % населення перебували за межею бідності, включаючи 21,3 % віком до 18 років і жодного від 65 і старших.